# Trompeter alablanc
El trompeter alablanc (Psophia leucoptera) és una espècie d'ocell de la família dels psòfids (Psophiidae) que habita la selva humida sud-americana a l'est del Perú, nord i est de Bolívia i Brasil al sud de l'Amazones, cap a l'est fins al Riu Madeira.